# Mangog
Mangog est un super-vilain, de l'univers de Marvel Comics. Créé par le scénariste Stan Lee et le dessinateur Jack Kirby, le personnage de fiction apparaît pour la première fois dans le comic book Thor #154 de juillet 1968. En France, Mangog apparaît pour la première fois dans Thor Pocket no 12 de novembre 1978. Mangog est un ennemi des Asgardiens, plus particulièrement de Thor et d'Odin.

## Historique de publication
Le personnage de Mangog apparaît pour la première fois dans l'histoire "... To Wake the Mangog!" du comic book Thor #154 de juillet 1968. Ses créateurs sont le scénariste Stan Lee et le dessinateur Jack Kirby. L'arc narratif centré sur ce super-vilain s'étend sur les trois numéros suivants. En 1971, le personnage réapparait dans le numéro 184 de la même série. L'année suivante, Mangog est employé dans un second arc narratif, réalisé par les artistes John Buscema et Vince Colletta. Il a lieu dans les numéros 195 à 198 de la série Thor.
À la fin de l'année 1975 et le début de l'année 1976, le scénariste Len Wein emploie le personnage durant un arc narratif s'étendant sur huit comic books de la série Thor, du numéro 243 à 250. Deux ans plus tard, une version alternative du personnage est présente dans l’histoire "What If...Jane Foster Had Found the Hammer of Thor?" du comic book What If? #10. En 1992, Mangog a un article dans The Official Handbook of the Marvel Universe: Master Edition #15.
Durant l'année 2000, Mangog apparaît dans les numéros 20 à 25 de la série Thor et dans le numéro annuel. En 2011, Mangog affronte le jeune super-héros Kevin Masterson / Thunderstrike dans les numéros 4 et 5 de la série éponyme Thunderstrike,. La même année, le super-vilain a un article dans le one-shot Thor: Asgard's Avenger. Sa dernière apparition date de 2014 et a lieu dans le numéro 20 de la cinquième série Deadpool.

## Biographie du personnage
Mangog est la haine incarnée de milliards d'ennemis tués par Odin, le roi d'Asgard, au cours des siècles. Emprisonné sous terre, Mangog est libéré accidentellement par Ulik, un Troll des Roches. Il remonte à la surface pour guerroyer contre les Asgardiens. Il est vaincu à cause de sa faiblesse et disparait dans le néant.
Mangog travaille pendant un temps pour un des clones de Thanos, le titan fou. Ce dernier cherche à utiliser à son avantage les pouvoirs de la jeune extraterrestre Tarène, connue également sous le nom de l’Élue et qui devient plus tard Thor Girl. Les deux alliés ravagèrent une planète entière mais ils sont ensuite stoppés par Thor et Firelord, un ancien héraut de Galactus. Thor terrasse Mangog en bloquant son marteau Mjolnir dans la bouche de son adversaire et en relâchant une puissante décharge électrique.
Mangog est tué par Thor lors du Ragnarök.

## Pouvoirs et capacités
Mangog est un être gigantesque, faisant plusieurs mètres de haut et pesant plusieurs tonnes. Il possède de courtes cornes sur le crâne, une longue queue massive, et des pinces. Sa force est colossale, et il peut soulever bien au-delà de cent tonnes. Sa peau et sa structure corporelle l'empêchent d'être blessé par des impacts conventionnels. Mangog possède des pouvoirs magiques, qu'il emploie peu, mais qui lui permettent de dissoudre la matière ou de générer des rafales de force à distance. Il tire son pouvoir de la haine, la peur, et la colère qu'il absorbe aux alentours. Si ces émotions ne sont pas manifestées, il perd peu à peu sa force, et sa taille réduit jusqu'à ce qu'il disparaisse.

## Adaptations à d'autres médias

### Télévision
En 2014, le super-vilain affronte Odin, Thor et les Vengeurs dans l'épisode "All-Father's Day" de la série télévisée d'animation Avengers Rassemblement (Avengers Assemble).

### Jeu vidéo
En 2011, Mangog est un adversaire du dieu du tonnerre dans le jeu vidéo Thor: God of Thunder.